# Tordandrea
Tordandrea is een plaats (frazione) in de Italiaanse gemeente Assisi.